# كيد إنك
براين تود كولين (Brian Todd Collins) و يعرف أكثر بإسمه الفني كيد إنك (kid ink) هو مغني راب وهيب هوب أمريكي ومنتج ولد في غرة أبريل سنة 1986 في لوس أنجلوس، كاليفورنيا الولايات المتحدة الأمريكية.وقع مع شركة تسجيلات آر سي إيه (بالإنجليزية: RCA records) .أطلق أولي ألبوماته المستقلة تحت اسم «أعلي وبعيدا» (بالإنجليزية: up & away).صدر ألبومه الثاني بعنوان (بالإنجليزية: my own lane) وتضمن الأخير عددا من الأغاني أهمها (بالإنجليزية: shoe me) و (بالإنجليزية: I z u down) ,(بالإنجليزية: main chick).ثالث ألبوماته أطلق في شهر فيبراير من سنة 2015 تحت اسم «السرعة القصوي» (بالإنجليزية: full speed) وإحتوي علي عدد من الأغاني «لغة الجسد»(بالإنجليزية: body language) «فندق» (بالإنجليزية: hotel) و «كن حقيقي» (بالإنجليزية: be real) وفي 25 ديسمبر كانون الأول 2015 فاجئ متتبعيه بإطلاق ألبومه الرابع الذي أطلق عليه «صيف في الشتاء» (بالإنجليزية: Summer in the winter) .

## الجوائز والترشيحات
| العام | الجائزة                      | العمل   | النتيجة |
| ----- | ---------------------------- | ------- | ------- |
| 2014  | جائزة MTV الأوروبية للموسيقى | لا يوجد | ترشح    |

## حياته الشخصية
يملك «كيد» مايقارب 27 وشما في وجهه وذراعه وبقية جسمه، قام بأول وشم في عمر السادسة عشر وأصبح مدمنا عليه منذ ذلك الوقت.الوشم المفضل عنده هو وشم نمر في مؤخرة رقبته ويرمز إلي تاريخ ولادته في السنة الصينية.
يواعد كيد إنك عارضة الأزياء «أسياه أزونت» (بالإنجليزية: asiah azente) منذ مايزيد عن عقد من الزمن وقد أعلن ارتباطه بها سنة 2015 , وأنجبت له ولدا في فبراير من العام الموالي 2016 .

## روابط خارجية
- كيد إنك على موقع IMDb (الإنجليزية)
- كيد إنك على موقع ميوزك برينز (الإنجليزية)
- كيد إنك على موقع أول ميوزيك (الإنجليزية)
- كيد إنك على موقع ديسكوغز (الإنجليزية)
- كيد إنك على موقع ديسكوغز (الإنجليزية)
- كيد إنك على موقع قاعدة بيانات الفيلم (الإنجليزية)